# ベンチプレス

ベンチプレス（bench press）は、上半身を鍛えるウェイトトレーニングの種目である。主に大胸筋、上腕三頭筋、三角筋前部が鍛えられる。パワーリフティング競技の三種目の1つである(ほかはデッドリフト、スクワット)。

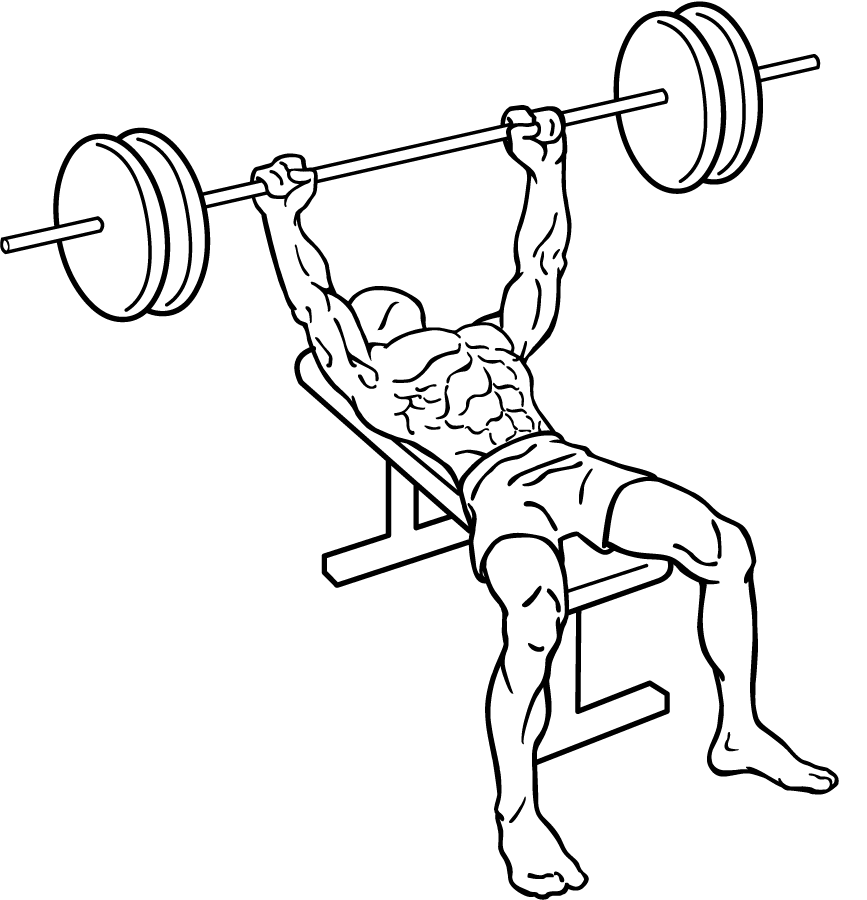
バーベル・ベンチプレス(スタート)

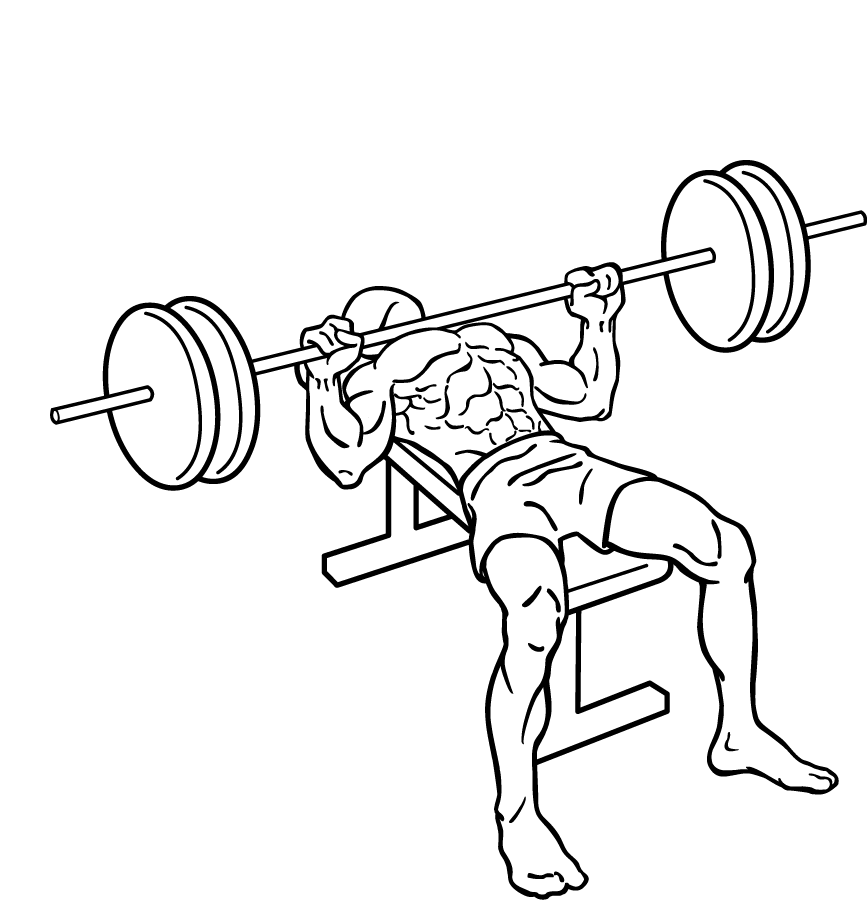
バーベル・ベンチプレス(フィニッシュ)

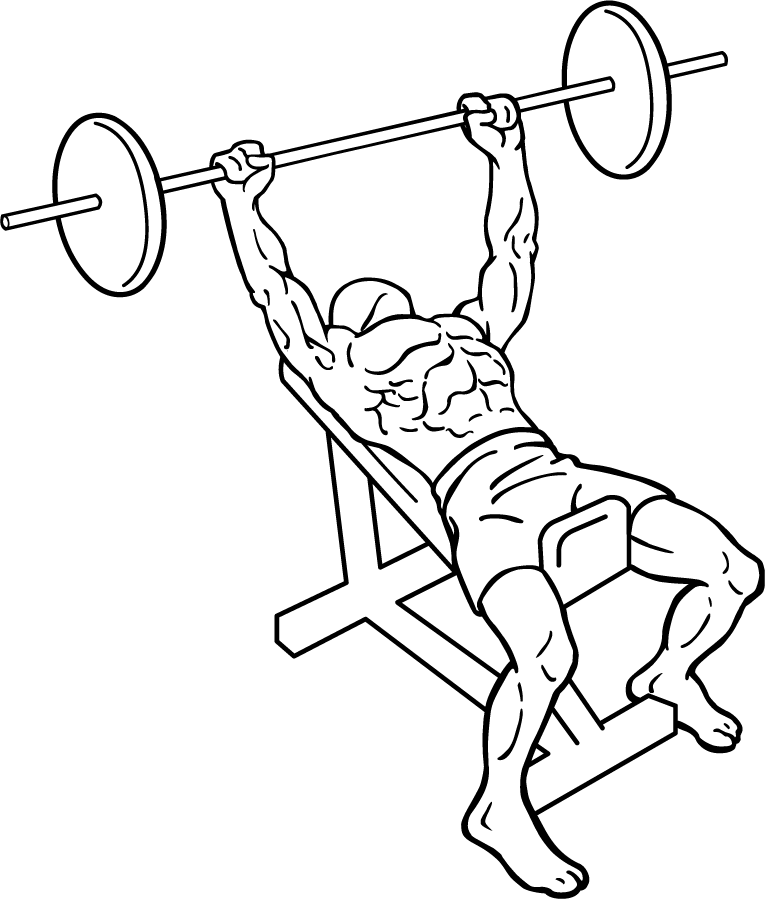
インクライン・バーベル・ベンチプレス(スタート)

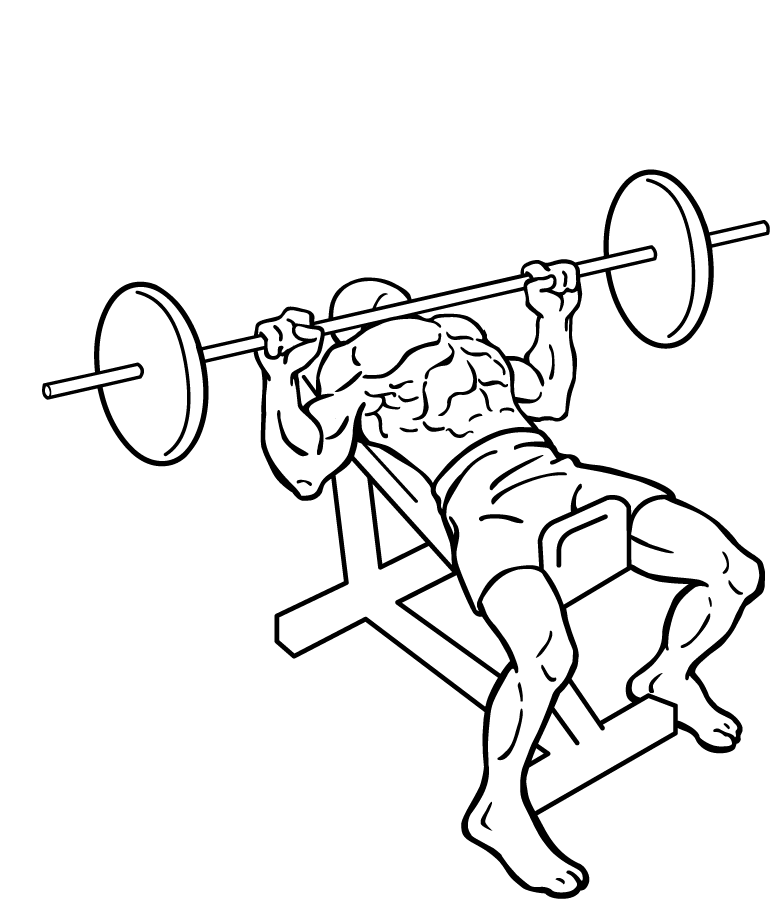
インクライン・バーベル・ベンチプレス(フィニッシュ)

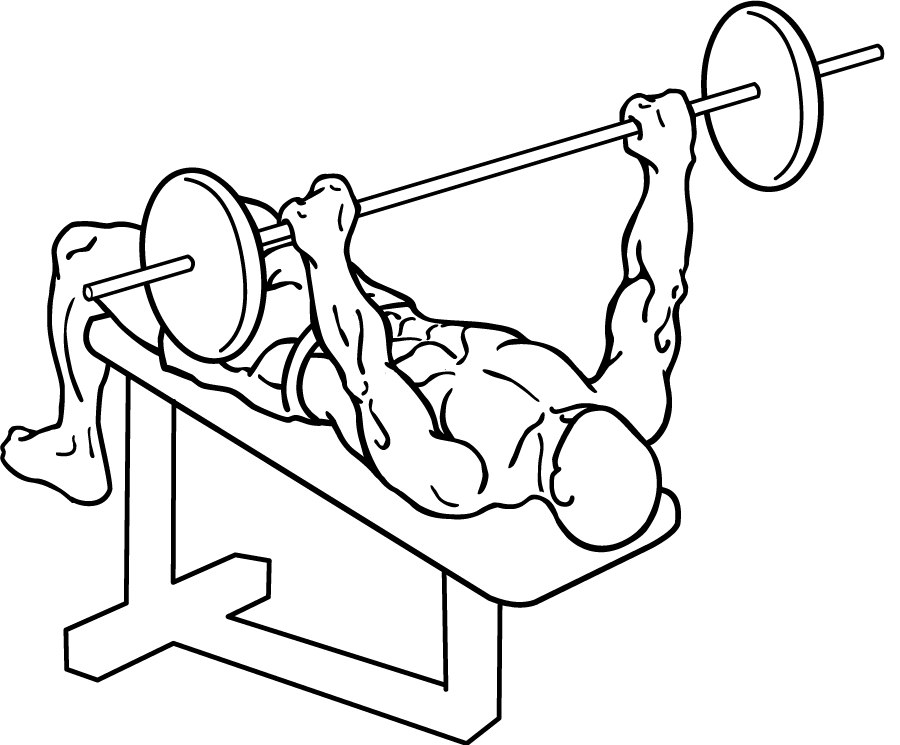
デクライン・バーベル・ベンチプレス(スタート)

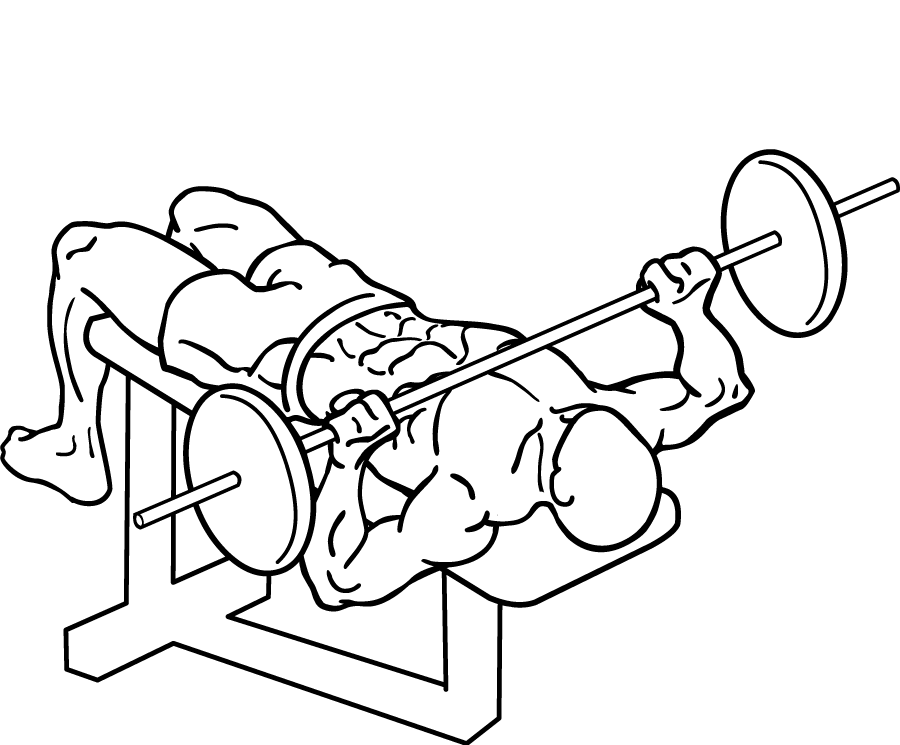
デクライン・バーベル・ベンチプレス(フィニッシュ)

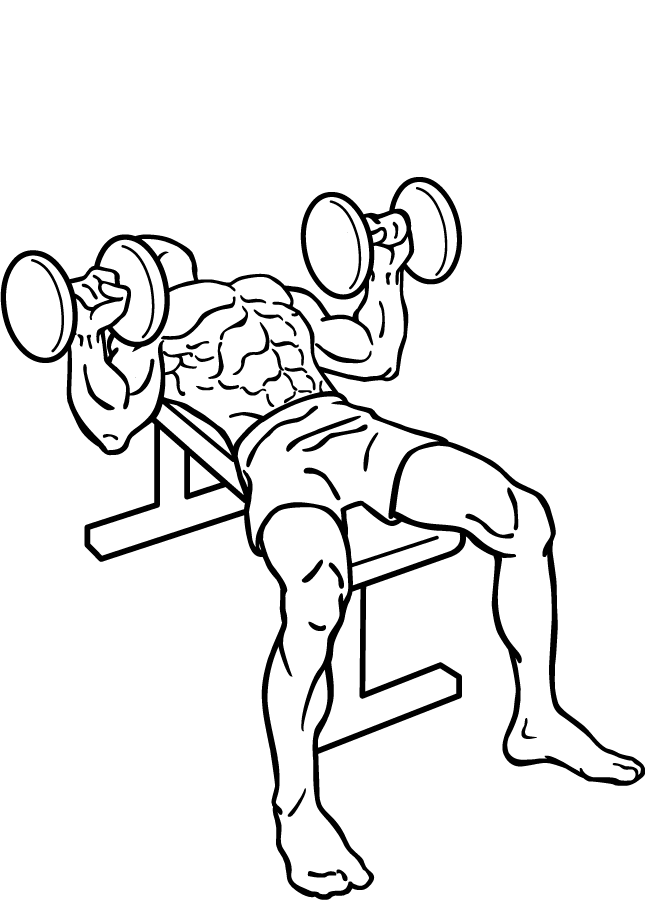
ダンベル・ベンチプレス(スタート)

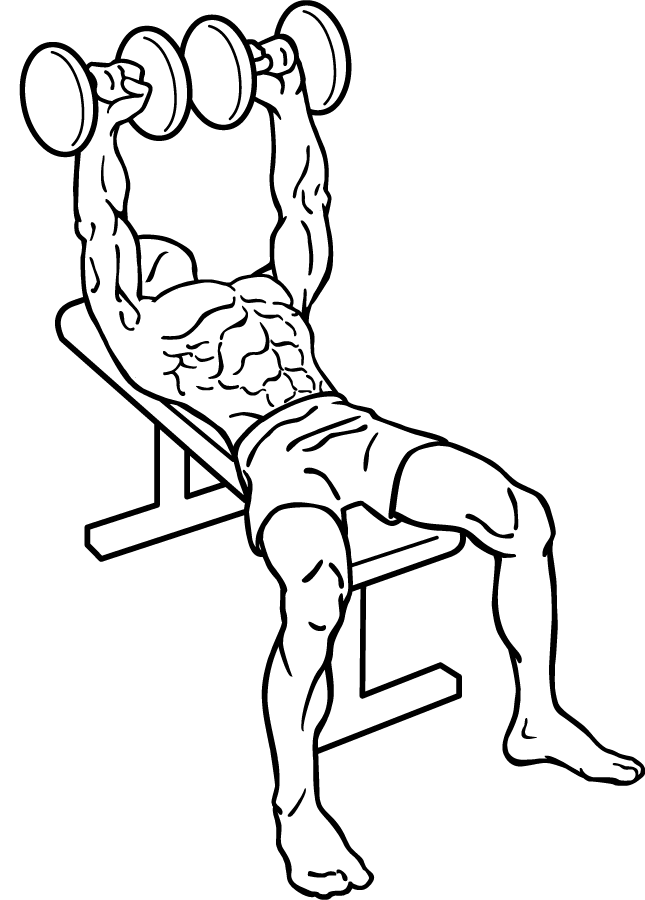
ダンベル・ベンチプレス(フィニッシュ)

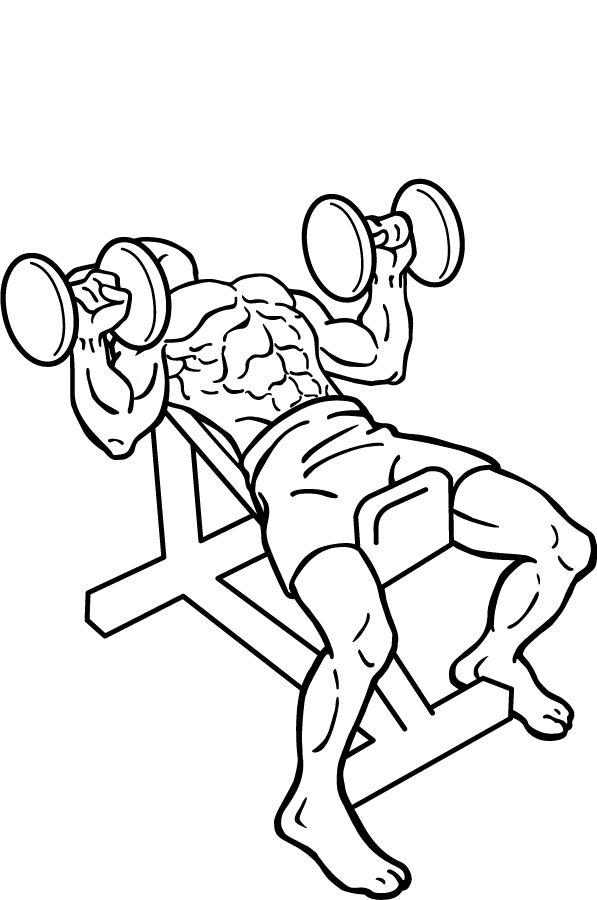
インクライン・ダンベル・ベンチプレス(スタート)

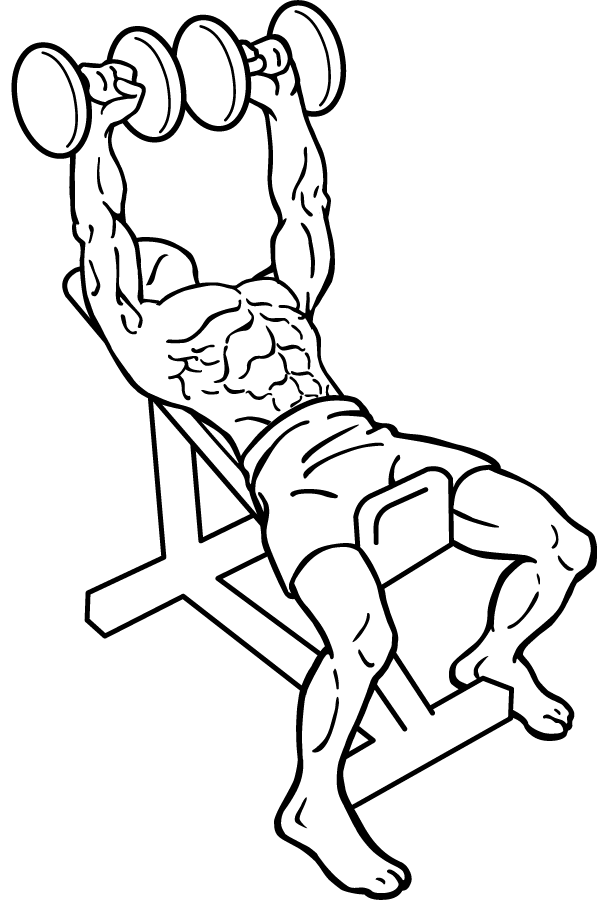
インクライン・ダンベル・ベンチプレス(フィニッシュ)

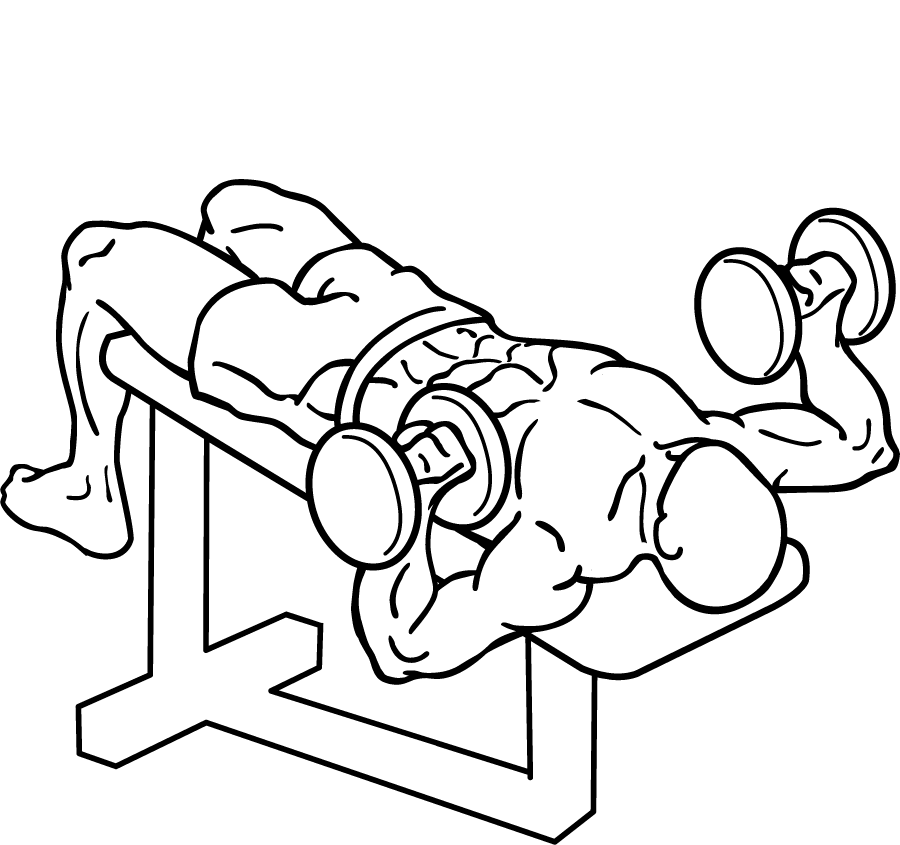
デクライン・ダンベル・ベンチプレス(スタート)

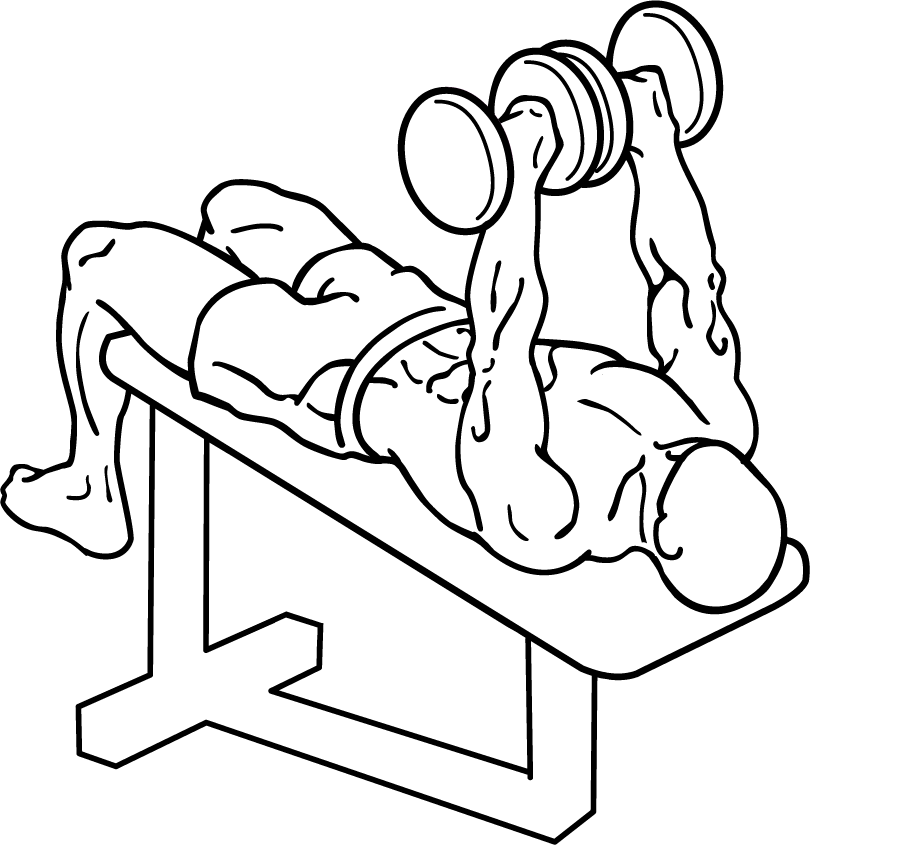
デクライン・ダンベル・ベンチプレス(フィニッシュ)

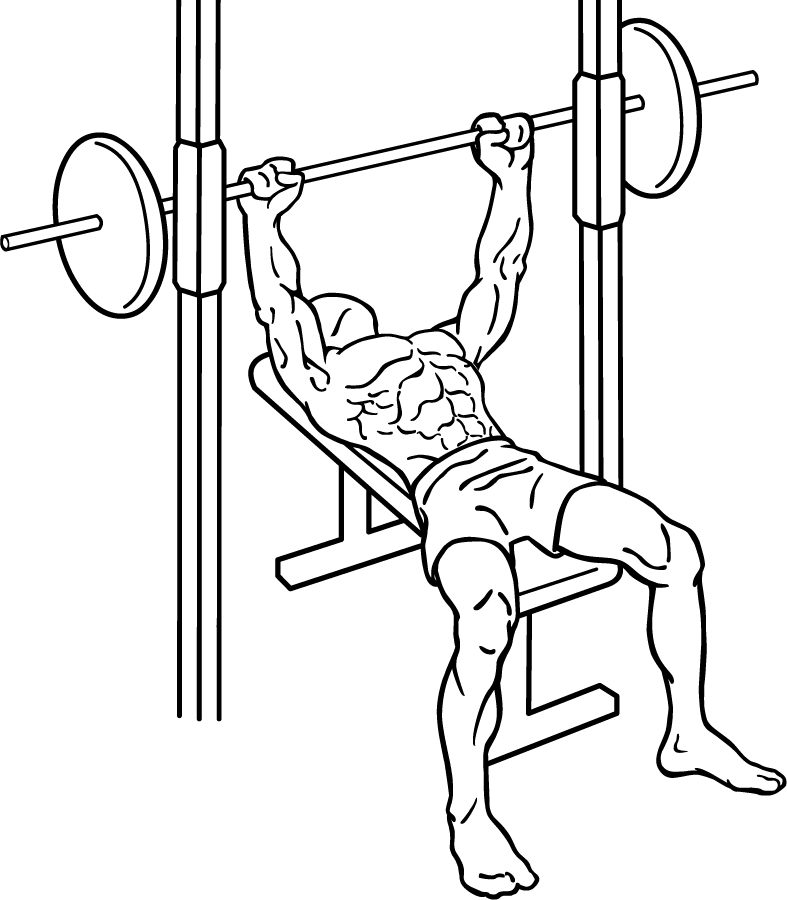
スミスマシン・ベンチプレス(スタート)

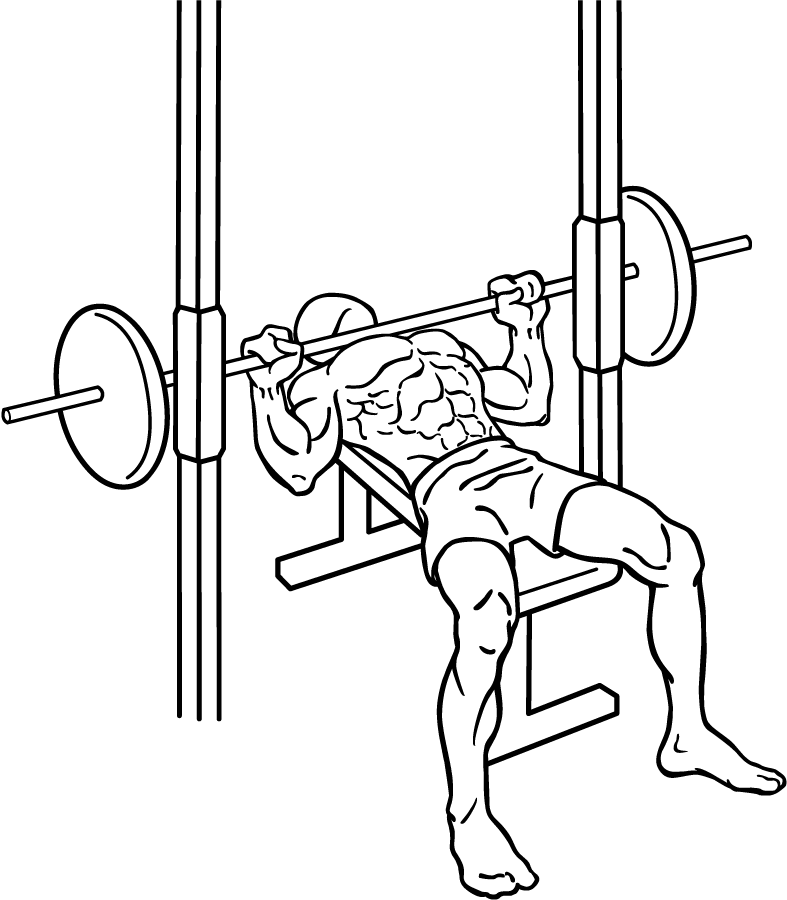
スミスマシン・ベンチプレス(フィニッシュ)

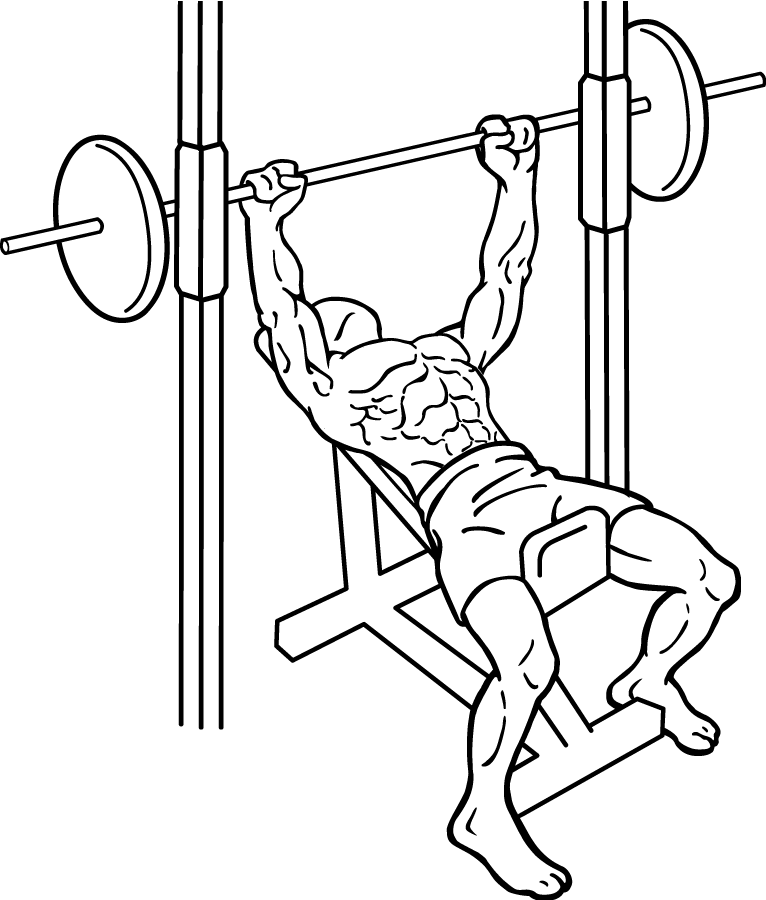
インクライン・スミスマシン・ベンチプレス(スタート)

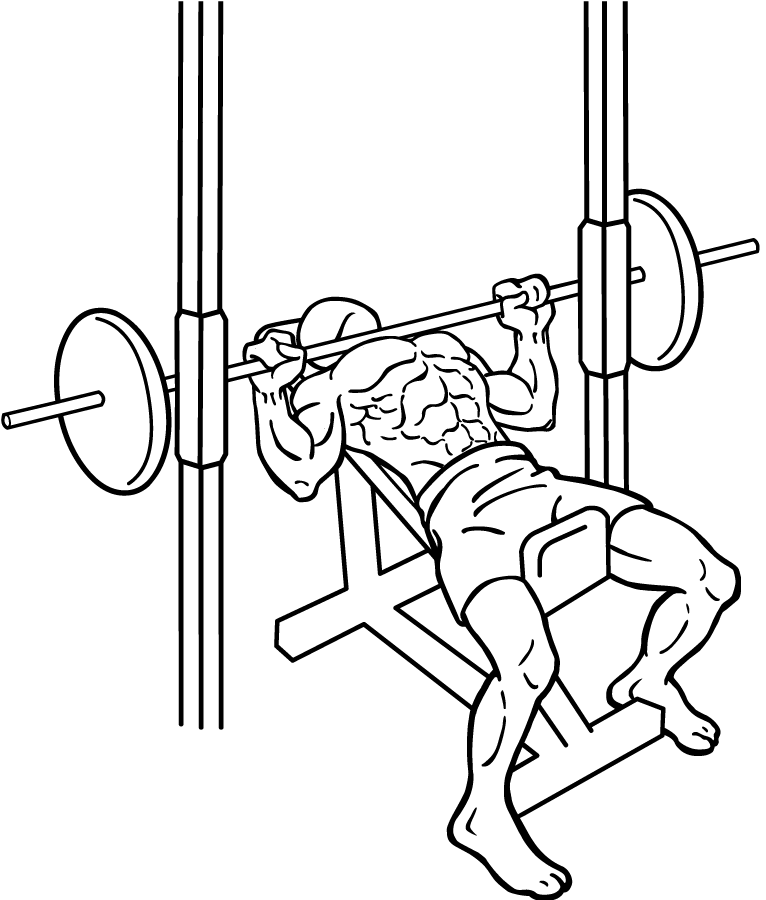
インクライン・スミスマシン・ベンチプレス(フィニッシュ)

## 概要
ベンチに横たわった状態で、肩幅より多少広い手幅でバーベルのバーを握り、バーベルを胸の上に下ろす。そして、大胸筋を意識しながら両腕でバーベルを上に押し挙げる。以上の動作をくりかえす。その際の呼吸は、息を吸いながらバーベルを胸に下ろし、吐きながら挙げるのが一般的である（１ＲＭへのチャレンジは息を一杯に吸い込んで、止めた状態で行われる）。
プレス力を養う場合もしくは高重量を扱うため、ごまかしがきかないよう両足はベンチの上に乗せて行う人もいるが、名ボディビルトレーナーのチャールズ・ポリクィンは「意味がないし危険だから行わない方がいい」とアイアンマン誌にて足上げを一蹴している。パワーリフティングの競技の記録狙いの場合、両足裏はしっかりと床につけ、臀部がベンチから離れないように注意（離れた時点で失敗）しつつ、ベンチの上で腰部を浮かせたブリッジの姿勢をつくる必要があり勢いをつけることが(チート)できなくなる。ブリッジは肩関節の負担を大幅に減らすので、ベンチプレスを行う数多くのトレーニーが経験する肩痛及び肩の怪我を防止できる。ただし、極端に身体を反らせた高いブリッジは怪我の原因になり、ベンチプレスの効果よりデクライン・ベンチプレスの効果（大胸筋下部）に近くなってしまうので注意する。
バーベルのバーを握る手の幅を適度に広げたり狭めたりする事によって、筋肉に対する刺激に変化を付ける事もできる。狭めにすると上腕三頭筋に効果が出やすく、広げることで大胸筋に効果が出やすい。他にも挙上時にヒジを締めるか開くかや、上下する時の角度などによって主な効果が出る部位が異なる。
高重量のバーベルを使用してトレーニングしたり、自らの限界重量に挑戦する場合は、危険が伴うため補助者が必要となる。ウォーミングアップをしっかりせずにいきなり高負荷のトレーニングを行うと、大胸筋が断裂することもある。

## 人気
胸板を厚くし、腕を太くするのにも効果があり、逞しい上半身を作り見栄を良くするという効果から、非常に人気のある種目で、パワーリフティングの一種目でありながら、ベンチプレス単独での競技会も数多く開かれている。
パワーリフティングの競技者をパワーリフターと呼ぶが、ベンチプレス競技のみやる者をベンチプレッサーと呼んでいる。
ウェイトトレーニングは基本的にバランス良く全身を鍛えなければならないのだが、ベンチプレスという種目に熱中する余り、脚部や背部といった他部位のトレーニングをまったくやらず、競技者としてのベンチプレッサーではないがベンチプレスばかりやる者が一定数存在する。スポーツクラブ内の、限られた設備を一人で長時間独占することもあり、そのような者を軽蔑する声もある。

## バリエーション
ベンチプレスに使うベンチは通常水平だが、ベンチに意図的に角度を付けトレーニングに変化をつける事がある。水平より上に角度をつけた場合をインクライン・ベンチプレスと呼び、下に角度を付けた場合はデクライン・ベンチプレスと呼ぶ。これらの種目と区別するため、通常の水平なベンチを使う場合を、別にフラット・ベンチプレスと呼ぶ事もある。
ベンチプレスでは、バーベルの代わりにダンベルを使用する事もでき、その場合はダンベル・ベンチプレスと呼ぶ。
ダンベルを使用した場合、インナーマッスルが動員されるため扱える重量はバーベルに比較すると落ちるが、可動範囲が広く、筋肉に対する刺激はバーベルを使用する時よりも強いと言われ、こちらの方を好んで行なう者も多い。ただし、バーベルを使用する場合に比べてテクニックが必要とされるので、高重量のダンベルを用いたダンベル・ベンチプレスは中～上級者向けの筋力トレーニング種目であると言える。

## 具体的動作

### バーベル・ベンチプレス
1. 上腕が床と並行になったときに肘が直角に曲がっているくらいの手幅でグリップを決める。上腕を水平にした状態で肘を直角に曲げて構え、その延長線上の幅でシャフトを握る。
2. ラックにかかっているシャフトの真下に目が来るようにしてフラットベンチに仰向けになる。背中とお尻をしっかりとベンチにつけ、両足も床にしっかりとつける。シャフトを握りながら肩甲骨を寄せて胸を張る。バーをラックから外し、腕を伸ばして構える。
3. 息を吸いながらバーベルを下ろしていく。
4. バーが大胸筋下部の上にきたら、息を吐きながらバーベルを上げていく。
5. 3~4を繰り返す。

### インクライン・バーベル・ベンチプレス
1. 上腕が床と並行になったときに肘が直角に曲がっているくらいの手幅でグリップを決める。上腕を水平にした状態で肘を直角に曲げて構え、その延長線上の幅でシャフトを握る。
2. 床から30~45度にセットしたインクラインベンチに仰向けになる。背中とお尻をしっかりとベンチにつけ、両足も床にしっかりとつける。シャフトを握りながら肩甲骨を寄せて胸を張る。バーをラックから外し、腕を伸ばして構える。
3. 息を吸いながらバーベルを下ろしていく。
4. バーが大胸筋上部の上にきたら、息を吐きながらバーベルを上げていく。
5. 3~4を繰り返す。

### デクライン・バーベル・ベンチプレス
1. 上腕が床と並行になったときに肘が直角に曲がっているくらいの手幅でグリップを決める。上腕を水平にした状態で肘を直角に曲げて構え、その延長線上の幅でシャフトを握る。
2. デクラインベンチに仰向けになる。背中とお尻をしっかりとベンチにつけ、両足は床から離してパッドで固定する。シャフトを握りながら肩甲骨を寄せて胸を張る。バーをラックから外し、腕を伸ばして構える。
3. 息を吸いながらバーベルを下ろしていく。
4. バーがみぞおちの上にきたら、息を吐きながらバーベルを上げていく。
5. 3~4を繰り返す。

### ダンベル・ベンチプレス
大胸筋に意識を集中しながら、胸の上で両腕を合わせるつもりで上げるようにすると効かせやすい。
1. 両手にダンベルを持ってフラットベンチに座り、太腿の上に立てて保持する。
2. 股関節を曲げたままベンチに仰向けになる。このとき、ダンベルが胸の上にくる。背中とお尻をしっかりとベンチにつけ、両足も床にしっかりとつける。肩甲骨を寄せ、ダンベルを大胸筋下部の付近に下ろした状態で構える。手のひらは足の方に向ける。
3. 息を吐きながらダンベルを上げていく。
4. 両腕を完全に伸ばしきるところまでダンベルを押し上げたら、息を吸いながらダンベルを下ろしていく。
5. 3~4を繰り返す。

### インクライン・ダンベル・ベンチプレス
大胸筋に意識を集中しながら、胸の上で両腕を合わせるつもりで上げるようにすると効かせやすい。
1. 両手にダンベルを持って30~45度にセットしたインクラインベンチに座り、太腿の上に立てて保持する。
2. 股関節を曲げたままベンチに仰向けになる。このとき、ダンベルが胸の上にくる。背中とお尻をしっかりとベンチにつけ、両足も床にしっかりとつける。肩甲骨を寄せ、ダンベルを大胸筋上部の付近に下ろした状態で構える。手のひらは足の方に向ける。
3. 息を吐きながらダンベルを上げていく。
4. 両腕を完全に伸ばしきるところまでダンベルを押し上げたら、息を吸いながらダンベルを下ろしていく。
5. 3~4を繰り返す。

### デクライン・ダンベル・ベンチプレス
大胸筋に意識を集中しながら、胸の上で両腕を合わせるつもりで上げるようにすると効かせやすい。ダンベル・フックがあれば一人で行うこともできる。
1. デクラインベンチに仰向けになる。背中とお尻をしっかりとベンチにつけ、両足は床から離してパッドで固定する。
2. 補助者からダンベルを受け取り、肩甲骨を寄せ、ダンベルをみぞおちの付近に下ろした状態で構える。手のひらは足の方に向ける。
3. 息を吐きながらダンベルを上げていく。
4. 両腕を完全に伸ばしきるところまでダンベルを押し上げたら、息を吸いながらダンベルを下ろしていく。
5. 3~4を繰り返す。

### スミスマシン・ベンチプレス
1. 上腕が床と並行になったときに肘が直角に曲がっているくらいの手幅でグリップを決める。上腕を水平にした状態で肘を直角に曲げて構え、その延長線上の幅でシャフトを握る。
2. シャフトの真下に大胸筋中部がくるようにしてフラットベンチに仰向けになる。背中とお尻をしっかりとベンチにつけ、両足も床にしっかりとつける。シャフトを握りながら肩甲骨を寄せて胸を張る。バーのロックを解除し、腕を伸ばして構える。
3. 息を吸いながらバーを下ろしていく。
4. 大胸筋下部の上にきたら、息を吐きながらバーを上げていく。
5. 3~4を繰り返す。

### スミスマシン・インクライン・ベンチプレス
1. 上腕が床と並行になったときに肘が直角に曲がっているくらいの手幅でグリップを決める。上腕を水平にした状態で肘を直角に曲げて構え、その延長線上の幅でシャフトを握る。
2. シャフトの真下に鎖骨がくるようにして約45度に起こしたインクラインベンチに仰向けになる。背中とお尻をしっかりとベンチにつけ、両足も床にしっかりとつける。シャフトを握りながら肩甲骨を寄せて胸を張る。バーのロックを解除し、腕を伸ばして構える。
3. 息を吸いながらバーを下ろしていく。
4. 鎖骨の上にきたら、息を吐きながらバーを上げていく。
5. 3~4を繰り返す。

### スミスマシン・デクライン・ベンチプレス
1. 上腕が床と並行になったときに肘が直角に曲がっているくらいの手幅でグリップを決める。上腕を水平にした状態で肘を直角に曲げて構え、その延長線上の幅でシャフトを握る。
2. シャフトの真下に大胸筋下部がくるようにしてデクラインベンチに仰向けになる。背中とお尻をしっかりとベンチにつけ、両足をパッドに固定する。シャフトを握りながら肩甲骨を寄せて胸を張る。バーのロックを解除し、腕を伸ばして構える。
3. 息を吸いながらバーを下ろしていく。
4. 大胸筋下部の上にきたら、息を吐きながらバーを上げていく。
5. 3~4を繰り返す

## 競技

### 日本での競技
日本からは池田尚也、三土手大介、児玉大紀、福島友佳子、中山久幸、白川カオリなど国際大会で多くの優勝者が出ており、国内大会での優勝記録がそのまま世界新記録になることも珍しくない。

### 判定基準の変化
バーベルを握る手の幅やベンチに横たわる際のフォーム等、ベンチプレス競技には厳密に定められたルールがあり、その基準から外れるといかに高重量を挙げようと失格になる。
外国人選手から見て『フェアでない』と言われる理由で一番多いものは、日本人選手のベンチプレスにおける挙上距離の短さである。ベンチプレスは腕が短い方が挙上に有利であり、外国人選手よりリーチ（腕長）の短い選手が多い日本人はこの点で有利とされる。 
現在のルールでは、臀部を半分以上ベンチ台につけ、足裏も床から浮いてはいけない事になっている。また腹ベンチは禁止されていたが、2013年よりパワーベルトに触れなければいいことに変更された。

### ベンチシャツ
ベンチシャツとは、ベンチプレスの挙上動作をアシストするために作られた特殊なシャツで、高い反発力・収縮性を有した生地で作られている。ベンチシャツを着用することは、かつては公式ルールで禁止されていたが、近年、ルール改正により着用することが可能となった。
しかし、ベンチシャツを使用した時と使用しなかった時の挙上重量の差があまりに大きく開いている（50キロから熟練すれば100キロ以上）のを見て、
- 「これでは、自分の力ではなく、ベンチシャツがバーベルを挙げているのも同然である」
- 「道具に頼って高重量を挙げても、意味がない」
- 「スポーツ競技性が低くなってしまう」

等と主張して、ベンチシャツに対し否定的な見解を持つ者もいるために、ノーギア（ベンチシャツ等を使用しない）ルールの大会も開催されている。
一方で、ベンチシャツを使用する者の中には、自分の身体やフィーリングに合うようミシン等を使って（ルールの範囲内で）ベンチシャツを縫い直す者もある。

## 事件・事故
死亡事故なども発生している。
- 2012年12月13日: 千葉県館山市の千葉県立館山運動公園トレーニングルームで、23歳の男性がベンチプレスの最中、80kgのバーベルを持ち上げようとしていたときにバーベルを落とした。約10分後の午後8時20分頃に他の利用者がバーベルが首の上にある状態で発見。意識不明のまま病院に運ばれるも、翌日14日午後に死亡[1]。

- 2013年11月18日午後、大分市の建設会社でベンチプレスをしていたとされる56歳の男性の社長が、首に重さ190kgのバーベルが乗った状態で仰向けぐったりした状態で発見され意識不明の重体で病院に運ばれ死亡。

- 2016年12月26日、アイオワ州デモイン市にある有名スポーツクラブ「Elite Edge Transformation Center」で、アイオワ州立大学4年生の男子大学生22歳が、補助者付きでウェイトトレーニングを行っていたが、体にバーベルを落下させ死亡[2]。

- 2023年夏、中国の河南省のフィットネスクラブで、27歳の男性客が、営業時間外に120kgのバーベルでベンチ・プレスしようとし支えきれず首に落とし数分もがいたのち意識を失い死亡。死亡した男性客は、かつてインストラクターであったため、鍵を持っていたとのこと。同年12月、二審が結審し遺族に50万元(約1000万円)の賠償を命ずる判決となった[3]。

- 2024年9月、某24時間ジムで、安全バー(セーフティバー)を利用していない状態でベンチプレスをしており、ギロチン状態で死亡。早朝で周りに助ける人はいなかったとのこと[4]。